# Скейтбординг на летних Олимпийских играх 2020
Соревнования по скейтбордингу впервые в истории олимпийского движения прошли на летних Олимпийских играх 2020 в Токио.

## История включения
28 сентября 2015 года скейтбординг вошёл в шорт-лист из пяти новых видов спорта, кандидатов на включение в олимпийскую программу летних игр в 2020 году, наряду с бейсболом, софтболом, карате, сёрфингом и спортивным скалолазанием. 1 июня 2016 года исполком Международного олимпийского комитета заявил о своей поддержке идеи включения всех 5 видов спорта в программу летней Олимпиады 2020 (объединив бейсбол и софтбол в один вид).

## Соревнования
Соревнования по скейтбордингу прошли с 25 июля по 5 августа 2021 года в токийском районе Кото на искусственном острове в Токийском заливе в парке для городских видов спорта Ариакэ. Были разыграны четыре комплекта наград в двух дисциплинах (парк и стрит, мужские и женские).

## Медали

### Общий зачёт
(Жирным выделено самое большое количество медалей в своей категории; принимающая страна также выделена)
| Общее количество медалей |                |        |         |        |       |
| Место                    | Страна         | Золото | Серебро | Бронза | Всего |
| 1                        | Япония         | 3      | 1       | 1      | 5     |
| 2                        | Австралия      | 1      | 0       | 0      | 1     |
| 3                        | Бразилия       | 0      | 3       | 0      | 3     |
| 4                        | США            | 0      | 0       | 2      | 2     |
| 5                        | Великобритания | 0      | 0       | 1      | 1     |
| Всего                    | Всего          | 4      | 4       | 4      | 12    |

### Медалисты
| Дисциплина      | Золото                 | Серебро                | Бронза                    |
| Мужчины (парк)  | Киган Палмер Австралия | Педро Баррос Бразилия  | Кори Джуно США            |
| Мужчины (стрит) | Юто Хоригомэ Япония    | Келвин Хофлер Бразилия | Джагер Итон США           |
| Женщины (парк)  | Сакура Ёсодзуми Япония | Кокона Хираки Япония   | Скай Браун Великобритания |
| Женщины (стрит) | Момидзи Нисия Япония   | Раиса Леал Бразилия    | Фуна Накаяма Япония       |